# Koło podwozia (lotnictwo)

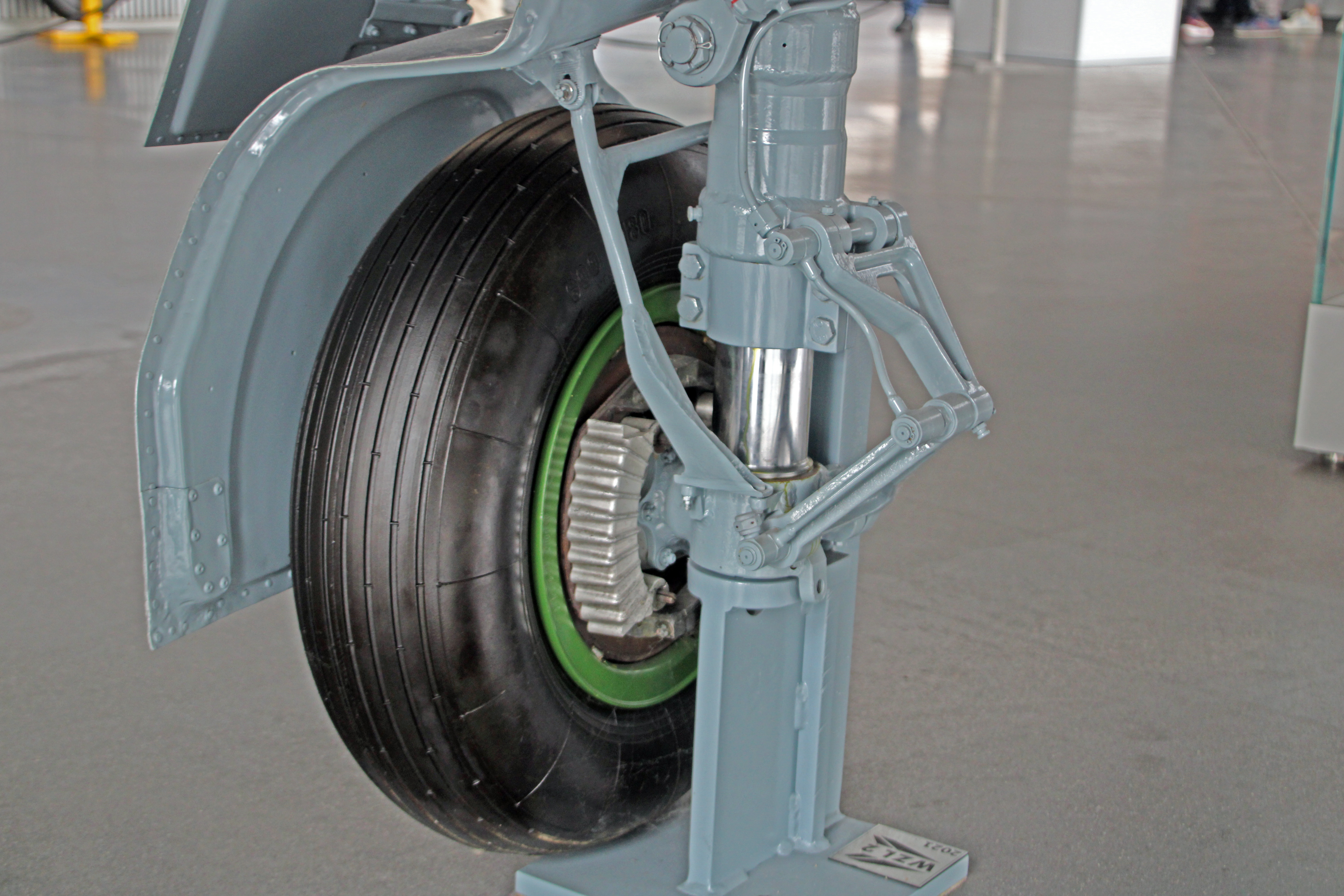
Koło podwozia głównego samolotu PZL TS-11 Iskra

Koło podwozia – podstawowy element podwozia statku powietrznego zamontowany na goleni.
Zadaniem koła podwozia jest przejęcie sił i momentów oddziaływających na konstrukcję samolotu wynikających z kontaktu z nawierzchnią pasa startowego. Zapewnia możliwość poruszania się samolotu na lotnisku oraz częściowo pochłania energię uderzenia podczas lądowania. 

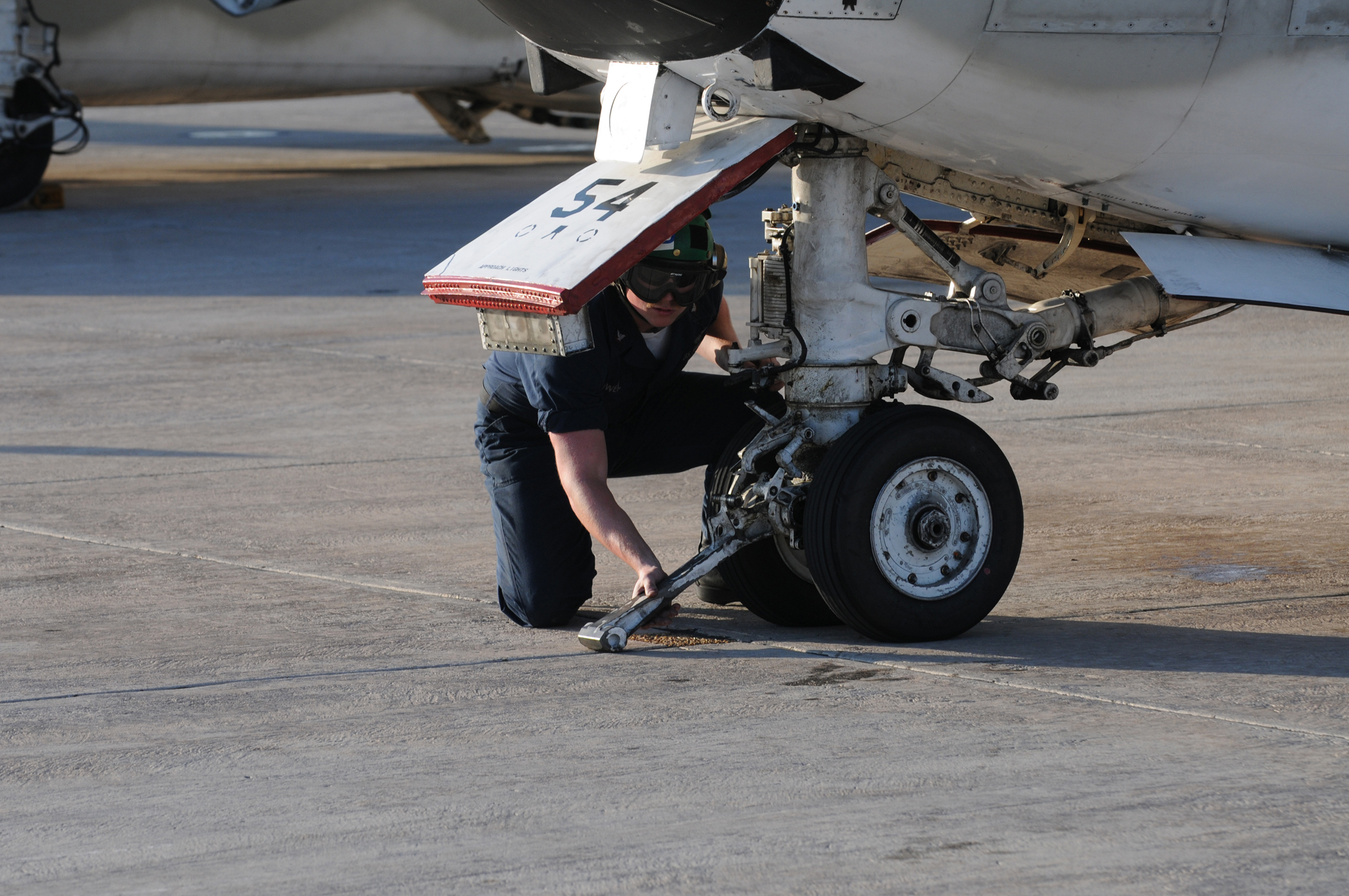
Sterowane koła podwozia pomocniczego samolotu Grumman C-2 Greyhound

W zależności od przeznaczenia wyróżnia się:
- koła podwozia głównego,
- koła podwozia pomocniczego,
- koła podwozia dodatkowego.

Koła podwozia głównego pomocniczego i dodatkowego najczęściej mają jeden stopień swobody a koła podwozia pomocniczego (kółko przednie, kółko ogonowe) dwa. Koła podwozia pomocniczego najczęściej montowane są w sposób umożliwiający ich samonastawność lub wyposażane w mechanizmy pozwalające na sterowanie tymi kołami.
Konstrukcja koła podwozia składa się z obręczy z piastą, pneumatyka (różne rodzaje opon) oraz hamulca. Wytrzymałość obręczy i piasty obliczana jest na poziomie o 30% większym od wytrzymałości pneumatyka. Zapewnia to możliwość kołowania np. po zniszczeniu opony. Urządzenia hamujące pozwalają na skrócenie dobiegu samolotu po lądowaniu oraz poprawiają jego manewrowość podczas poruszania się po ziemi.
Pneumatyki kół podwozia dzieli się na:
- pneumatyki wysokiego ciśnienia (8–15 atm).
- pneumatyki średniego ciśnienia (5–8 atm),
- pneumatyki niskiego ciśnienia (3–5 atm).